# Saprinus viridicatus
Saprinus viridicatus är en skalbaggsart som beskrevs av Schmidt in Hauser 1894. Saprinus viridicatus ingår i släktet Saprinus och familjen stumpbaggar. Inga underarter finns listade i Catalogue of Life.